# مایا میچل
مایا میچل (به انگلیسی: Maia Mitchell) بازیگر و خوانندهٔ استرالیایی است. او بیشتر برای بازی در فیلم‌های ساحل جوان ۱ و ۲ و مجموعه تلویزیونی پرورشگاهی‌ها شناخته می‌شود.

## زندگی

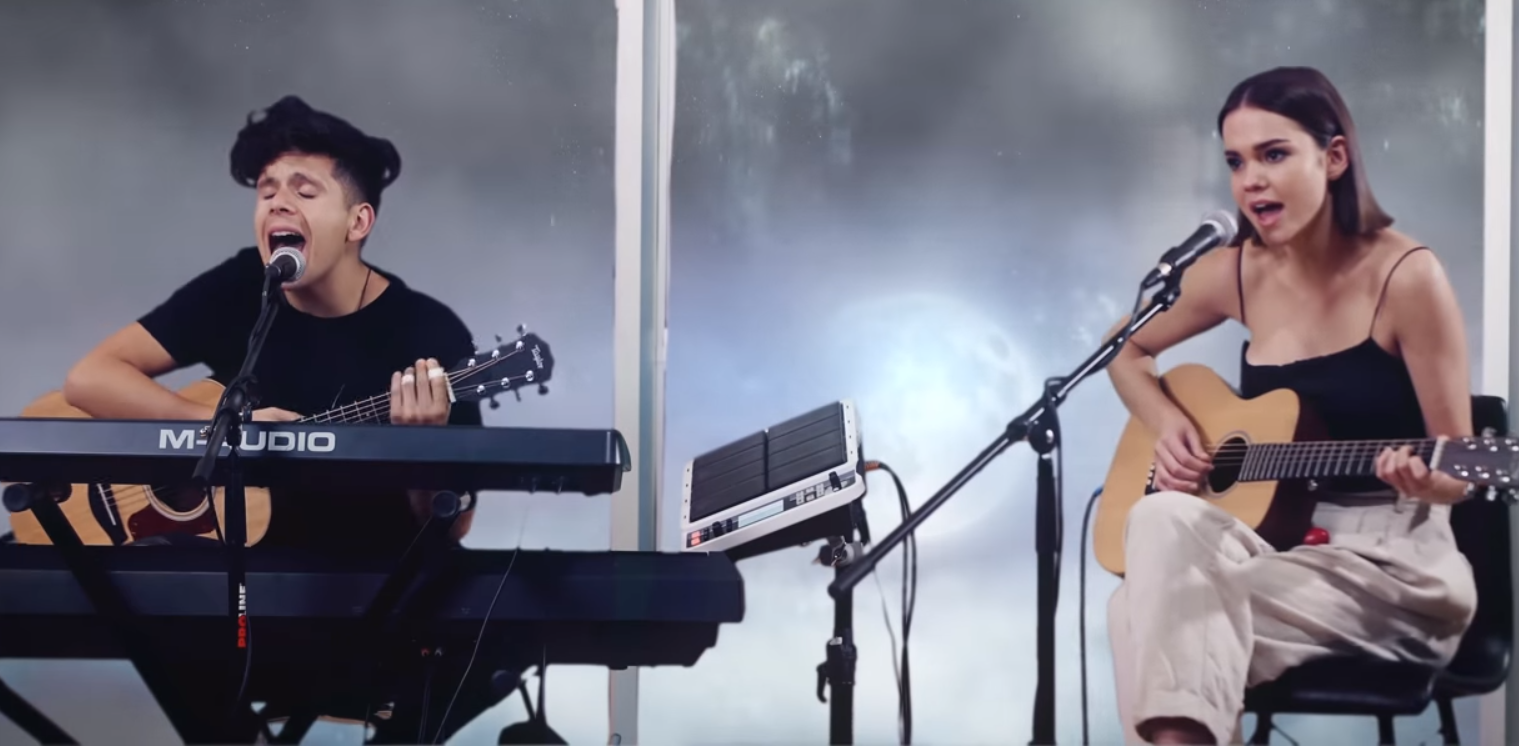
میچل در حال اجرا با رودی منکوسو در ۲۰۱۸

میچل در لیسمور استرالیا به دنیا آمد. پدر او، الکس، راننده تاکسی است، در حالی که مادرش، جیل، در نظام آموزش و پرورش کار می‌کند. او یک برادر کوچکتر به نام چارلی دارد. میچل از نوجوانی گیتار می‌نوازد و این در کارهای سینمایی و تلویزیونی او به خوبی نشان داده شده است؛ از سنین کم بازیگری را فرا گرفت و اولین فیلم خود را در ۱۲ سالگی بازی کرد.
در سال ۲۰۱۸، او با دوست پسرش، رودی منکوسو در ساخت و اجرای آهنگ «جادو» همکاری کرد.

## فیلم‌شناسی

### سینما
| سال  | عنوان                 | نقش        | یادداشت                 |
| ---- | --------------------- | ---------- | ----------------------- |
| ۲۰۱۳ | پس از تاریکی          | بیئِترس     |                         |
| ۲۰۱۷ | شب‌های داغ تابستان     | امی کالهون |                         |
| ۲۰۱۸ | Never Goin' Back      | انجلا      |                         |
| ۲۰۱۹ | آخرین تابستان         | فیبی       |                         |
| ۲۰۲۲ | No Way Out            | تسا        | همچنین تهیه‌کننده اجرایی |
| ۲۰۲۳ | نشستن در بارها با کیک | لیز        |                         |
| ۲۰۲۵ | آنتیل داون            | ملانی پال  |                         |

### تلویزیون
| سال       | عنوان                           | نقش             | یادداشت                                                       |
| --------- | ------------------------------- | --------------- | ------------------------------------------------------------- |
| ۲۰۰۶–۲۰۰۷ | Mortified                       | بریتنی فلون     | نقش اصلی                                                      |
| ۲۰۰۸–۲۰۰۹ | Trapped                         | ناتاشا همیلتون  | نقش اصلی                                                      |
| ۲۰۰۹      | ک-۹                             | تَفنی            | یک قسمت                                                       |
| ۲۰۱۱      | Castaway                        | ناتاشا همیلتون  | نقش اصلی                                                      |
| ۲۰۱۱      | Zombies and Cheerleaders        | کِلر             | [ ۹ ]                                                         |
| ۲۰۱۳      | فیلم ساحل جوان                  | مک‌کنزی          | فیلم اختصاصی شبکه دیزنی                                       |
| ۲۰۱۳      | فینیس و فرب                     | خودش            | یک قسمت                                                       |
| ۲۰۱۳–۲۰۱۴ | جسی                             | شِیلی مایکلز     | دو قسمت                                                       |
| ۲۰۱۳–۲۰۱۸ | پرورشگاهی‌ها                     | کلی جیکوب       | نقش اصلی؛ ۱۰۴ قسمت                                            |
| ۲۰۱۴      | Jake and the Never Land Pirates | وندی دارلینگ    | صداپیشگی؛ یک قسمت                                             |
| ۲۰۱۵      | ساحل جوان ۲                     | مک‌کنزی          | فیلم اختصاصی شبکه دیزنی                                       |
| ۲۰۱۶–۲۰۱۹ | نگهبانان شیردل                  | جسیری           | دوره ای؛ صداپیشگی                                             |
| ۲۰۱۹–۲۰۲۳ | دردسر خوب                       | کلی آدامز-فاستر | نقش اصلی (فصل‌های ۱–۴)، مهمان (فصل ۵)؛ همچنین تهیه‌کننده اجرایی |
| ۲۰۲۳      | The Artful Dodger               |                 | بازیگران اصلی                                                 |

## جوایز و نامزدی‌ها
| اتحادیه                | سال  | دسته‌بندی                            | پروژه         | نتیجه    | Ref.   |
| ---------------------- | ---- | ----------------------------------- | ------------- | -------- | ------ |
| جوایز برگزیده نوجوانان | ۲۰۱۳ | ستاره تلویزیونی برگزیدهٔ تابستان: زن | پرورشگاهی‌ها   | نامزدشده | [ ۱۳ ] |
| جوایز برگزیده نوجوانان | ۲۰۱۴ | بازیگر برگزیدهٔ تلویزیون: درام       | پرورشگاهی‌ها   | نامزدشده | [ ۱۴ ] |
| جوایز برگزیده نوجوانان | ۲۰۱۵ | بازیگر برگزیدهٔ تلویزیون: درام       | پرورشگاهی‌ها   | نامزدشده | [ ۱۵ ] |
| جوایز برگزیده نوجوانان | ۲۰۱۵ | ستاره تلویزیونی برگزیدهٔ تابستان: زن | ساحل جوان ۲   | نامزدشده | [ ۱۵ ] |
| جوایز برگزیده نوجوانان | ۲۰۱۶ | بازیگر برگزیدهٔ تلویزیون: درام       | پرورشگاهی‌ها   | نامزدشده | [ ۱۶ ] |
| جوایز برگزیده نوجوانان | ۲۰۱۷ | ستاره تلویزیونی برگزیدهٔ تابستان: زن | پرورشگاهی‌ها   | نامزدشده | [ ۱۷ ] |
| جوایز برگزیده نوجوانان | ۲۰۱۹ | بازیگر برگزیدهٔ درام تلویزیون        | دردسر خوب     | نامزدشده | [ ۱۸ ] |
| جوایز برگزیده نوجوانان | ۲۰۱۹ | بازیگر سینمایی برگزیدهٔ تابستان      | آخرین تابستان | نامزدشده | [ ۱۸ ] |